# اضغط لتتكلم

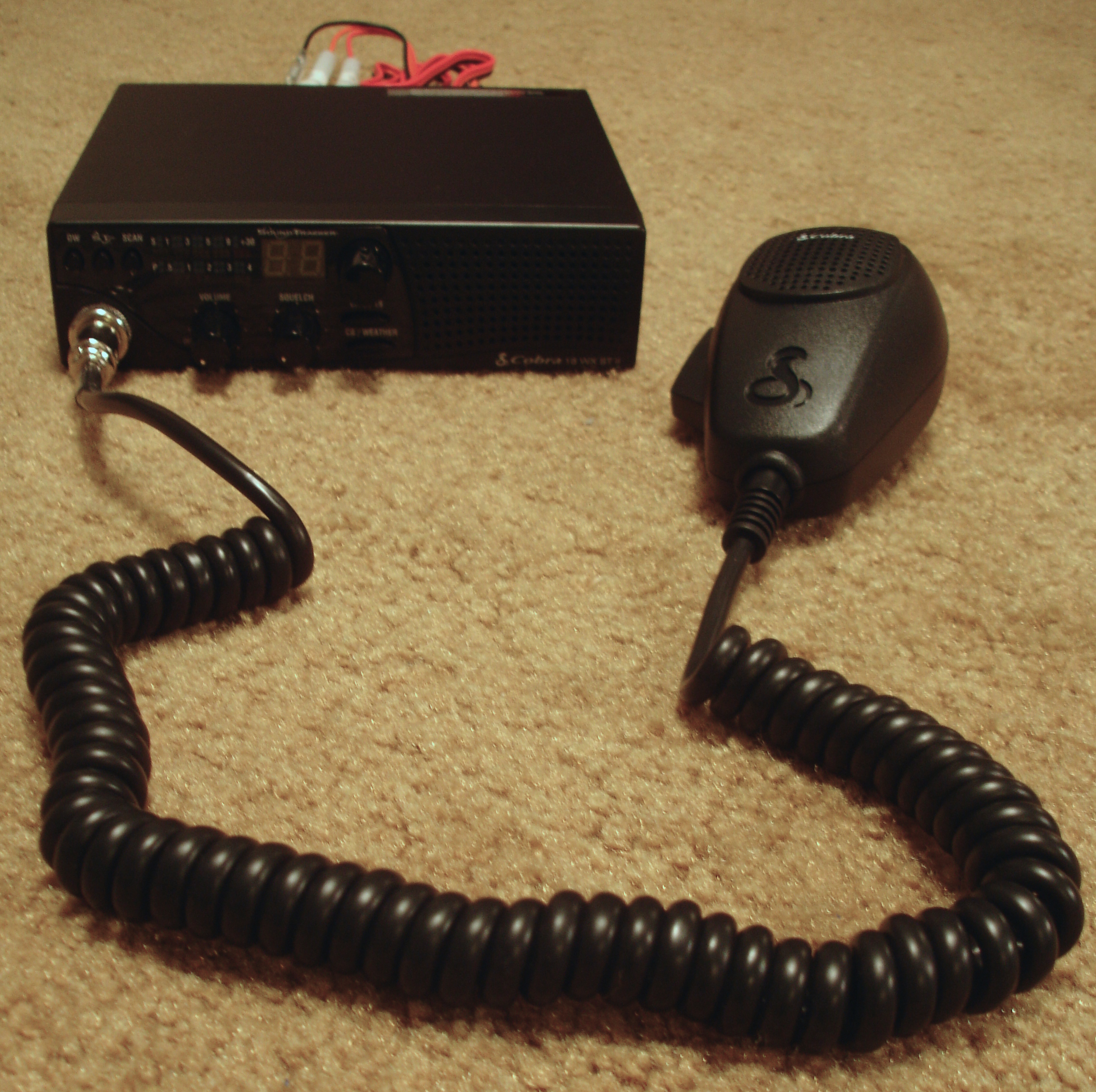

اضغط لتتكلم (بالإنجليزية: «Push To Talk «PTT)‏، معروفة أيضاً باضغط ليتم الإرسال (بالإنجليزية: Press to Tramitns)‏, هي طريقة اتصال تعتمد على خطوط الاتصالات النصف مزدوجة، مع مذياع ثنائي الاتجاهات، وعبر ضغطة زر يمكن للفرد التحويل بين استلام الصوت وبث الصوت أثناء إجراء المحادثة. وتمثل أجهزة اللاسلكي الخاصة بالشرطة تطبيق شهير لمثل هذه الطريقة.

## اضغط لتتكلم من خلال شبكات الهواتف
توفر حالياً الشركات المقدمة لخدمات الهواتف المحمولة خدمة «اضغط لتتكلم» من خلال شبكاتها، فمثل جهاز «الولكي تالكي» يمكنك استخدام جهازك المحمول لإجراء مكالمة بطريقة «النصف ازدواج» مع طرف آخر، وتستخدم أحد أزرار جهازك المحمول للتحويل بين «التحدث» و«الاستماع»، أيضاً يمكنك عن طريق «اضغط للتكلم» إجراء محادثة مع مجموعة في نفس الوقت بنفس الطريقة.